# Espingole (contre-torpilleur)
Pour les articles homonymes, voir Espingole.
L' Espingole est un contre-torpilleur de classe Durandal construit pour la marine française à la fin des années 1890. Mis en service en 1900, elle n’a servi que quelques années avant de s’échouer et de couler en 1903 au large de la Côte d'Azur. Son capitaine a été acquitté par la cour martiale sept ans plus tard. Plusieurs tentatives de renflouement ont échoué et un différend juridique découlant de la dernière tentative n’a été réglé qu’en 1926.

## Conception
L'Espingole avait une longueur de 57,64 mètres, une largeur de 6,3 mètres et un tirant d'eau de 3,2 mètres. Elle avait un déplacement de 311 tonnes à pleine charge. Les deux moteurs à vapeur à triple expansion, entraînant chacun un arbre d'hélice, ont été conçus pour produire 5200 chevaux (3825 kW) en utilisant la vapeur fournie par deux chaudières à tubes d'eau. Le navire avait une vitesse nominale de 26 nœuds (48 km/h), mais l'Espingole a atteint 27,41 nœuds (50,76 km/h) lors de ses essais en mer en août et septembre 1900. Le navire transportait 37,6 tonnes de charbon, correspondant à une autonomie de 2300 milles marins (4300 km) à 10 nœuds (19 km/h). Sa coque était subdivisée par neuf cloisons étanches transversales. Elle avait un équipage de quatre officiers et soixante hommes du rang.
L'Espingole portait un canon de 65 mm modèle 1891 à l’avant, avec une portée maximale de 9000 mètres et une cadence de tir de cinq coups par minute. Le navire transportait 375 obus pour le canon. Il avait également six canons Hotchkiss de 47 millimètres, trois sur chaque bord. Les canons avaient une cadence de tir soutenue de sept coups par minute et une portée maximale de 4000 mètres. Il transportait 2850 obus de 47 mm. L'Espingole avait deux tubes lance-torpilles simples de 381 millimètres : l’un entre les cheminées et l’autre à l’arrière. Deux torpilles de rechargement étaient également transportées. Cependant, leurs réservoirs d'air comprimé devaient être chargés avant de pouvoir les utiliser, un processus qui prenait plusieurs heures. La torpille modèle 1887 qu’ils tiraient avait une ogive d’un poids de 42 kilogrammes.

## Carrière
Le navire a été mis en chantier en 1896-1897 par les Chantiers et Ateliers Augustin Normand dans leur chantier naval du Havre. C’était le dernier des quatre contre-torpilleurs de la classe Durandal. Il a été nommé d’après un type français de tromblon. Tous les navires de sa classe ont été nommés d’après des armes. L'Espingole a été lancée le 28 juin 1900 et achevée en septembre lorsqu’elle a effectué ses essais de vitesse. Le coût de construction s’est élevé à 1 690 994 francs. Elle a été affectée à l'escadre de la Méditerranée en décembre et a fait un certain nombre de visites portuaires en France, en Corse et en Afrique française du Nord tout au long de l’année 1901. Son gouvernail a été endommagé après avoir heurté le fond du Golfe Juan. L'Espingole a été en réparation du 3 au 27 septembre.
En octobre 1901, la 1ère division de cuirassés, sous le commandement du contre-amiral Léonce Caillard, composée des cuirassés Gaulois et Charlemagne, du croiseur cuirassé Pothuau, et escortée par l'Espingole et le contre-torpilleur Épée, reçoit l’ordre de se rendre au port de Mytilène sur l’île de Lesbos, alors partie de l’Empire ottoman. Après que Caillard ait débarqué deux compagnies de fusiliers marins qui ont occupé les principaux ports de l’île le 7 novembre, le sultan Abdülhamid II accepta de faire respecter les contrats conclus avec les entreprises françaises et de rembourser les prêts consentis par les banques françaises. Les navires ont fait un certain nombre de visites portuaires pendant leur séjour en mer Égée, notamment les îles de Milos, Syros et Tínos, en plus des ports de Smyrne et du Pirée. La 1ère division retourna à Toulon le 12 décembre. Le navire fut réaménagé du 3 au 17 avril 1902 avant de reprendre sa routine normale d’escales portuaires. En juin, le lieutenant de vaisseau Marcotte de Sainte-Marie relève le lieutenant Langier comme commandant, et l'Espingole est à nouveau réaménagée du 13 novembre au 2 décembre. Elle fit une escale au début de l’année 1903 à Rochefort avant de reprendre son entraînement.
Le 4 février 1903, dans la baie de Cavalaire, au large de Cavalaire-sur-Mer, après s’être égaré à l’extérieur du chenal, le navire heurte un rocher qui perce un trou de 2,5 à 3 mètres dans le fond de la coque. Du charbon, des munitions et deux canons de 47 mm ont été jetés par-dessus bord pour alléger le navire, que son navire jumeau Hallebarde a tenté de dégager. L’aussière s’est brisée après avoir déplacé l'Espingole d’environ 5 à 6 mètres, blessant deux des membres d’équipage de la Hallebarde. La Hallebarde a ensuite secouru les 62 hommes d’équipage de l'Espingole avant que le navire ne coule aux coordonnées 43° 09′ 20″ N, 6° 36′ 30″ E. Le LV Marcotte de Sainte-Marie a finalement été acquitté par la cour martiale sept ans après l’échouement de son navire.
Les premières tentatives de sauvetage ont échoué et l'Espingole a été rayée du registre naval le 16 septembre. La marine vendit son épave aux enchères en décembre 1909 et décida d’offrir une série croissante de primes si le gagnant pouvait renflouer le navire et le livrer intact. L’entreprise de sauvetage n’a pas eu plus de succès et a abandonné ses efforts après cinq mois de travail. La société a affirmé que la marine avait dérangé l’épave et a intenté une action en justice pour 60 000 francs plus les dommages-intérêts. Le contentieux n’a été réglé que le 3 mars 1926.